# Geolier

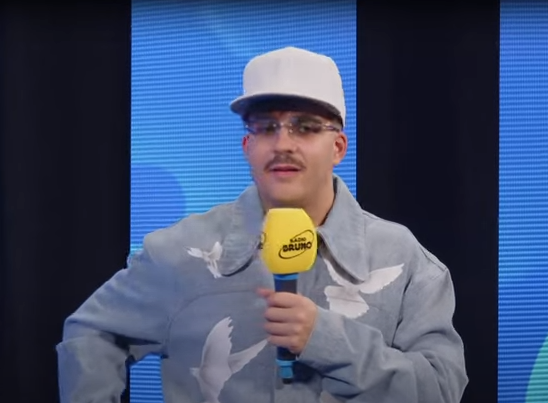
Geolier, 2024

Geolier (* 23. März 2000 in Neapel als Emanuele Palumbo), auch Geôlier, ist ein italienischer Rapper.

## Werdegang
Palumbo stammt aus dem neapolitanischen Stadtteil Secondigliano. Darauf verweist auch sein Künstlername, der vom französischen Wort geôlier abgeleitet ist, einer Übersetzung von „secondino“ (Gefängniswärter), womit Bewohner Secondiglianos bezeichnet werden. Er interessierte sich früh für Hip-Hop und veröffentlichte 2018 unter dem Pseudonym Geolier zusammen mit Nicola Siciliano auf YouTube die erste Single P Secondigliano. Damit gelangte er online zu größerer Aufmerksamkeit und ließ noch im selben Jahr weitere Lieder folgen, in Zusammenarbeit mit verschiedenen Vertretern der neapolitanischen Hip-Hop-Szene. Selbst steuerte er auch Gastbeiträge zu Veröffentlichungen seiner Musikerkollegen bei, darunter Peppe Soks und Lele Blade. Auffällig ist Geoliers starker Bezug zur neapolitanischen Musiktradition und zu seinem Dialekt.
2019 wurde Geolier vom unabhängigen Label BFM Music von Luchè unter Vertrag genommen. Es folgten unter anderem Zusammenarbeiten mit Emis Killa, Rocco Hunt oder Night Skinny. Im Oktober 2019 erschien schließlich sein Debütalbum Emanuele im Vertrieb von Universal, das die Top drei der italienischen Charts erreichte. Darauf war auch ein Beitrag von Guè Pequeno enthalten. Nach einigen Singleerfolgen erreichte der Rapper zusammen mit Shablo und Sfera Ebbasta im Juni 2020 mit M’ manc erstmals die Spitze der Singlecharts. Im Anschluss war Geolier in zahlreichen weiteren Liedern zu hören, etwa zusammen mit Gigi D’Alessio, der Dark Polo Gang, Sfera Ebbasta, Noyz Narcos oder Clementino.
Selbst veröffentlichte Geolier 2022 das erfolgreiche Lied Chiagne, zusammen mit Takagi & Ketra und Lazza. Diese Single ging dem nächsten Album Il coraggio dei bambini voraus, das 2023 in zwei Teilen bei Sony erschien und Platz eins der italienischen Charts erreichte. Es war in Italien das erfolgreichste Album des Jahres. Ende 2023 gelang Geolier zusammen mit Takagi & Ketra, Shiva und Anna mit Everyday ein weiterer Nummer-eins-Hit. Mit I p’ me, tu p’ te nahm er am Sanremo-Festival 2024 teil und erreichte dort den zweiten Platz.

## Diskografie

### Alben
| Jahr | Titel Musiklabel                                                       | Höchstplatzierung, Gesamtwochen, AuszeichnungChartplatzierungen (Jahr, Titel, Musiklabel, Platzierungen, Wochen, Auszeichnungen, Anmerkungen) | Höchstplatzierung, Gesamtwochen, AuszeichnungChartplatzierungen (Jahr, Titel, Musiklabel, Platzierungen, Wochen, Auszeichnungen, Anmerkungen) | Anmerkungen                                                | [↑]: gemeinsam behandelt mit vorhergehendem Eintrag; [←]: in beiden Charts platziert |
| Jahr | Titel Musiklabel                                                       | IT | CH | Anmerkungen                                                |                                                                                      |
| ---- | ---------------------------------------------------------------------- | --- | --- | ---------------------------------------------------------- | ------------------------------------------------------------------------------------ |
| 2019 | Emanuele Island Records (UMG)                                          | IT2 ×3Dreifachplatin · (275 Wo.)IT | — | Erstveröffentlichung: 10. Oktober 2019 Verkäufe: + 150.000 |                                                                                      |
| 2020 | Emanuele (Marchio registrato) Island Records (UMG)[IT: ↑]              | IT2 ×3Dreifachplatin · (275 Wo.)IT | — | Erstveröffentlichung: 9. Juli 2020                         |                                                                                      |
| 2023 | Il coraggio dei bambini Columbia Records (SME)                         | IT1 ×7Siebenfachplatin · (… Wo.)IT | CH8 (5 Wo.)CH | Erstveröffentlichung: 6. Januar 2023 Verkäufe: + 350.000   |                                                                                      |
| 2023 | Il coraggio dei bambini – Atto II Columbia Records (SME)[IT: ↑][CH: ↑] | IT1 ×7Siebenfachplatin · (… Wo.)IT | CH8 (5 Wo.)CH | Erstveröffentlichung: 7. April 2023                        |                                                                                      |
| 2024 | Dio lo sa Warner Music Italy (WMG)                                     | IT1 ×6Sechsfachplatin · (… Wo.)IT | CH9 (13 Wo.)CH | Erstveröffentlichung: 7. Juni 2024 Verkäufe: + 300.000     |                                                                                      |
| 2024 | Dio lo sa – Atto II Warner Music Italy (WMG)[IT: ↑]                    | IT1 ×6Sechsfachplatin · (… Wo.)IT | — | Erstveröffentlichung: 22. November 2024                    |                                                                                      |

### Singles
| Jahr | Titel Album                                          | Höchstplatzierung, Gesamtwochen, AuszeichnungChartplatzierungen (Jahr, Titel, Album, Platzierungen, Wochen, Auszeichnungen, Anmerkungen) | Höchstplatzierung, Gesamtwochen, AuszeichnungChartplatzierungen (Jahr, Titel, Album, Platzierungen, Wochen, Auszeichnungen, Anmerkungen) | Anmerkungen |
| Jahr | Titel Album                                          | IT | CH | Anmerkungen |
| --- | ---------------------------------------------------- | --- | --- | --- |
| 2019 | Como te Emanuele                                     | IT66 Gold · (1 Wo.)IT | — | Erstveröffentlichung: 22. März 2019 Verkäufe: + 35.000; feat. Emis Killa                                          |
| 2019 | Narcos Emanuele                                      | IT40 Platin · (7 Wo.)IT | — | Erstveröffentlichung: 10. Juli 2019 Verkäufe: + 70.000                                                            |
| 2019 | Yacht Emanuele                                       | IT24 Gold · (4 Wo.)IT | — | Erstveröffentlichung: 10. Dezember 2019 Verkäufe: + 35.000; feat. Luchè                                           |
| 2020 | Fuego –                                              | IT35 Gold · (6 Wo.)IT | — | Erstveröffentlichung: 28. Januar 2020 Verkäufe: + 35.000; mit Neves17 & Lele Blade                                |
| 2020 | Nena –                                               | IT15 Platin · (24 Wo.)IT | — | Erstveröffentlichung: 9. April 2020 Verkäufe: + 70.000; Boro Boro, Geolier & Andry the Hitmaker                   |
| 2020 | M’ manc –                                            | IT1 ×6Sechsfachplatin · (46 Wo.)IT | — | Erstveröffentlichung: 11. Juni 2020 Verkäufe: + 600.000; mit Shablo & Sfera Ebbasta                               |
| 2021 | Fantasmi Djungle                                     | IT16 Platin · (6 Wo.)IT | — | Erstveröffentlichung: 23. April 2021 Verkäufe: + 100.000; mit Ty1 & Marracash                                     |
| 2021 | Rap Tutorial –                                       | IT87 (1 Wo.)IT | — | Erstveröffentlichung: 19. Mai 2021 mit Luchè                                                                      |
| 2022 | Cuore –                                              | IT88 (1 Wo.)IT | — | Erstveröffentlichung: 24. Juli 2022 mit Shablo & Coez                                                             |
| 2022 | Chiagne Il coraggio dei bambini                      | IT2 ×4Vierfachplatin · (73 Wo.)IT | — | Erstveröffentlichung: 28. Oktober 2022 feat. Lazza, Takagi & Ketra Verkäufe: + 400.000                            |
| 2022 | Money Il coraggio dei bambini                        | IT8 Platin · (16 Wo.)IT | — | Erstveröffentlichung: 18. November 2022 Verkäufe: + 100.000                                                       |
| 2024 | I p’ me, tu p’ te Dio lo sa                          | IT1 ×4Vierfachplatin · (59 Wo.)IT | CH13 (4 Wo.)CH | Erstveröffentlichung: 2. Februar 2024 Verkäufe: + 400.000; feat. Michelangelo                                     |
| 2024 | L’ultima poesia Dio lo sa                            | IT1 ×4Vierfachplatin · (56 Wo.)IT | CH72 (1 Wo.)CH | Erstveröffentlichung: 22. März 2024 Verkäufe: + 400.000; feat. Ultimo                                             |
| 2024 | Sarò con te –                                        | IT51 Gold · (5 Wo.)IT | — | Erstveröffentlichung: 3. Mai 2024 Verkäufe: + 50.000; mit SLF feat. Lele Blade, MV Killa, Vale Lambro & Yung Snap |
| 2024 | El pibe de oro Dio lo sa                             | IT5 ×2Doppelplatin · (41 Wo.)IT | — | Erstveröffentlichung: 10. Mai 2024 Verkäufe: + 200.000                                                            |
| 2024 | Mai per sempre Dio lo sa – Atto II                   | IT8 (7 Wo.)IT | — | Erstveröffentlichung: 20. November 2024                                                                           |
| Folgende Lieder erschienen nicht als Single, wurden aber durch das Album zum Download und Streaming bereitgestellt und konnten somit eine Platzierung erlangen: |                                                      | | | |
| |                                                      | | | |
| 2020 | Cyborg Mr. Fini                                      | IT11 Gold · (10 Wo.)IT | — | Verkäufe: + 35.000; mit Guè Pequeno                                                                               |
| 2020 | Capo Emanuele                                        | IT32 Platin · (12 Wo.)IT | — | Verkäufe: + 70.000                                                                                                |
| 2020 | Moncler Emanuele                                     | IT43 Platin · (10 Wo.)IT | — | Verkäufe: + 100.000                                                                                               |
| 2020 | Vittoria Emanuele                                    | IT52 (1 Wo.)IT | — | |
| 2020 | Sorry Emanuele                                       | IT55 Gold · (1 Wo.)IT | — | Verkäufe: + 50.000                                                                                                |
| 2020 | Na catena Emanuele                                   | IT64 Platin · (2 Wo.)IT | — | Verkäufe: + 100.000; feat. Roshelle                                                                               |
| 2020 | Senz e me Emanuele                                   | IT69 Platin · (1 Wo.)IT | — | Verkäufe: + 100.000                                                                                               |
| 2020 | Vogl sul a te Emanuele                               | IT78 Platin · (1 Wo.)IT | — | Verkäufe: + 100.000                                                                                               |
| 2020 | Amo ma chi t sap Emanuele                            | IT82 Gold · (1 Wo.)IT | — | Verkäufe: + 50.000; mit MV Killa & Guè Pequeno                                                                    |
| 2021 | Top Boy Obe                                          | IT20 Gold · (4 Wo.)IT | — | Verkäufe: + 35.000; mit Mace                                                                                      |
| 2023 | X Caso Il coraggio dei bambini                       | IT1 ×4Vierfachplatin · (52 Wo.)IT | — | Verkäufe: + 400.000; feat. Sfera Ebbasta                                                                          |
| 2023 | Monday Il coraggio dei bambini                       | IT3 Platin · (19 Wo.)IT | — | Verkäufe: + 100.000; feat. Shiva & Michelangelo                                                                   |
| 2023 | Come vuoi Il coraggio dei bambini                    | IT9 ×5Fünffachplatin · (70 Wo.)IT | — | Verkäufe: + 500.000                                                                                               |
| 2023 | Me vulev fa ruoss Il coraggio dei bambini            | IT10 Platin · (4 Wo.)IT | — | Verkäufe: + 100.000                                                                                               |
| 2023 | Ricchezza Il coraggio dei bambini                    | IT13 Gold · (4 Wo.)IT | — | Verkäufe: + 50.000                                                                                                |
| 2023 | Nun se ver Il coraggio dei bambini                   | IT14 Gold · (3 Wo.)IT | — | Verkäufe: + 50.000; feat. Guè                                                                                     |
| 2023 | Lonely Il coraggio dei bambini                       | IT17 Gold · (3 Wo.)IT | — | Verkäufe: + 50.000                                                                                                |
| 2023 | Maradona Il coraggio dei bambini                     | IT21 Gold · (2 Wo.)IT | — | Verkäufe: + 50.000                                                                                                |
| 2023 | Poco/Troppo Il coraggio dei bambini                  | IT22 (2 Wo.)IT | — | |
| 2023 | I Am Il coraggio dei bambini                         | IT23 (2 Wo.)IT | — | |
| 2023 | Napo****no Il coraggio dei bambini                   | IT31 (1 Wo.)IT | — | |
| 2023 | Non ci torni più Il coraggio dei bambini             | IT33 (1 Wo.)IT | — | feat. Paky |
| 2023 | Give You My Love Il coraggio dei bambini             | IT39 Gold · (2 Wo.)IT | — | Verkäufe: + 50.000                                                                                                |
| 2023 | In trappola Il coraggio dei bambini                  | IT42 (1 Wo.)IT | — | feat. Lele Blade                                                                                                  |
| 2023 | Here I Come Il coraggio dei bambini                  | IT47 (1 Wo.)IT | — | |
| 2023 | Niente di speciale Il coraggio dei bambini           | IT49 (1 Wo.)IT | — | |
| 2023 | Il male che mi fai Il coraggio dei bambini – Atto II | IT1 ×4Vierfachplatin · (50 Wo.)IT | — | Verkäufe: + 400.000; feat. Marracash                                                                              |
| 2023 | Soldati Il coraggio dei bambini – Atto II            | IT24 Gold · (4 Wo.)IT | — | Verkäufe: + 50.000                                                                                                |
| 2023 | Hermes Il coraggio dei bambini – Atto II             | IT26 Platin · (4 Wo.)IT | — | Verkäufe: + 100.000                                                                                               |
| 2023 | So Fly Il coraggio dei bambini – Atto II             | IT34 Platin · (5 Wo.)IT | — | Verkäufe: + 100.000                                                                                               |
| 2023 | L’ultima canzone Il coraggio dei bambini – Atto II   | IT40 Gold · (3 Wo.)IT | — | Verkäufe: + 50.000; feat. Georgia                                                                                 |
| 2023 | 2 secondi Il coraggio dei bambini – Atto II          | IT43 Gold · (2 Wo.)IT | — | Verkäufe: + 50.000                                                                                                |
| 2024 | Io t’o giur’ Dio lo sa                               | IT6 Platin · (23 Wo.)IT | — | Verkäufe: + 100.000; feat. Sfera Ebbasta                                                                          |
| 2024 | Si stat’ tu Dio lo sa                                | IT12 Platin · (14 Wo.)IT | — | Verkäufe: + 100.000                                                                                               |
| 2024 | Idee chiare Dio lo sa                                | IT17 Gold · (6 Wo.)IT | — | Verkäufe: + 100.000; feat. Lazza                                                                                  |
| 2024 | Emirates Dio lo sa                                   | IT19 Gold · (7 Wo.)IT | — | Verkäufe: + 50.000                                                                                                |
| 2024 | Episodio d’amore Dio lo sa                           | IT11 ×2Doppelplatin · (39 Wo.)IT | — | Verkäufe: + 200.000; feat. Takagi & Ketra                                                                         |
| 2024 | Una vita fa Dio lo sa                                | IT23 Gold · (5 Wo.)IT | — | Verkäufe: + 50.000; feat. Shiva & Mace                                                                            |
| 2024 | Una come te Dio lo sa                                | IT25 Gold · (13 Wo.)IT | — | Verkäufe: + 50.000                                                                                                |
| 2024 | Per sempre Dio lo sa                                 | IT27 Gold · (13 Wo.)IT | — | Verkäufe: + 50.000                                                                                                |
| 2024 | Presidente Dio lo sa                                 | IT29 (4 Wo.)IT | — | |
| 2024 | Nu parl, nu sent, nu vec Dio lo sa                   | IT32 Gold · (13 Wo.)IT | — | Verkäufe: + 50.000                                                                                                |
| 2024 | 357 Dio lo sa                                        | IT33 (3 Wo.)IT | — | feat. Guè |
| 2024 | Bella e brutta notizia Dio lo sa                     | IT42 (3 Wo.)IT | — | feat. Maria Becerra                                                                                               |
| 2024 | Dio lo sa                                            | IT43 (3 Wo.)IT | — | |
| 2024 | Già lo sai Dio lo sa                                 | IT44 (5 Wo.)IT | — | feat. Luchè |
| 2024 | Scumpar Dio lo sa                                    | IT48 (5 Wo.)IT | — | feat. Yung Snapp                                                                                                  |
| 2024 | CLS Dio lo sa                                        | IT51 (3 Wo.)IT | — | feat. Yung Snapp, MV Killa & Lele Blade                                                                           |
| 2024 | 6 milioni di euro fa (Skit) Dio lo sa                | IT63 (1 Wo.)IT | — | |
| 2024 | Finché non si muore Dio lo sa                        | IT74 (1 Wo.)IT | — | |
| 2024 | Tu ed io Dio lo sa – Atto II                         | IT6 Gold · (19 Wo.)IT | — | Verkäufe: + 100.000; feat. Rose Villain                                                                           |
| 2024 | Che sole oggi Dio lo sa – Atto II                    | IT12 (6 Wo.)IT | — | |
| 2024 | 500k Dio lo sa – Atto II                             | IT18 (2 Wo.)IT | — | |
| 2024 | Reale Dio lo sa – Atto II                            | IT20 (2 Wo.)IT | — | |
| 2024 | Smith ’n’ Wesson Dio lo sa – Atto II                 | IT21 (2 Wo.)IT | — | |
| 2024 | Cchiu’ fort Dio lo sa – Atto II                      | IT29 (2 Wo.)IT | — | feat. Cosang |
| 2024 | Nun sacc’ perdere Dio lo sa – Atto II                | IT40 (1 Wo.)IT | — | |
| 2025 | Ferrari Dio lo sa – Atto II                          | IT95 (4 Wo.)IT | — | feat. Dat Boi Dee & Room9                                                                                         |

Weitere Singles
- 2018: P Secondigliano (mit Nicola Siciliano, IT: Platin, Verkäufe: + 100.000)
- 2020: Luntan a me (mit MV Killa & Yung Snapp, IT: Gold, Verkäufe: + 50.000)

### Gastbeiträge
| Jahr | Titel Album                           | Höchstplatzierung, Gesamtwochen, AuszeichnungChartplatzierungen (Jahr, Titel, Album, Platzierungen, Wochen, Auszeichnungen, Anmerkungen) | Höchstplatzierung, Gesamtwochen, AuszeichnungChartplatzierungen (Jahr, Titel, Album, Platzierungen, Wochen, Auszeichnungen, Anmerkungen) | Anmerkungen |
| Jahr | Titel Album                           | IT | CH | Anmerkungen |
| --- | ------------------------------------- | --- | --- | --- |
| 2019 | Gang –                                | IT45 Gold · (14 Wo.)IT | — | Erstveröffentlichung: 16. September 2019 Verkäufe: + 35.000; Samurai Jay, M4w & Dat Boi Dee feat. Geolier                                                |
| 2020 | Vamos pa la banca –                   | IT49 (2 Wo.)IT | — | Erstveröffentlichung: 28. Februar 2020 Dat Boi Dee feat. Geolier, Samurai Jay & Lele Blade                                                               |
| 2020 | La strada è nostra Nati diversi       | IT29 (1 Wo.)IT | — | Erstveröffentlichung: 27. März 2020 Gianni Bismark & Sick Luke feat. Geolier                                                                             |
| 2020 | Guapo Anna Zero                       | IT84 (1 Wo.)IT | — | Erstveröffentlichung: 3. Juli 2020 Anna Tatangelo feat. Geolier                                                                                          |
| 2021 | Che me chiamme a fa? Rivoluzione      | IT8 Gold · (4 Wo.)IT | — | Erstveröffentlichung: 19. Februar 2021 Verkäufe: + 35.000; Rocco Hunt feat. Geolier                                                                      |
| 2021 | Ready –                               | IT95 (1 Wo.)IT | — | Erstveröffentlichung: 26. November 2021 SLF, MV Killa & Yung Snapp feat. Lele Blade, Vale Lambo & Geolier                                                |
| 2023 | Me vogl bene Fede                     | IT86 (3 Wo.)IT | — | Erstveröffentlichung: 21. April 2023 MV Killa feat. Geolier                                                                                              |
| 2023 | Everyday –                            | IT1 ×4Vierfachplatin · (43 Wo.)IT | CH44 (4 Wo.)CH | Erstveröffentlichung: 13. Oktober 2023 Verkäufe: + 400.000; Takagi & Ketra feat. Shiva, Anna & Geolier                                                   |
| Folgende Lieder erschienen nicht als Single, wurden aber durch das Album zum Download und Streaming bereitgestellt und konnten somit eine Platzierung erlangen: |                                       | | | |
| |                                       | | | |
| 2019 | Queen Rmx MM Vol. 3                   | IT46 (1 Wo.)IT | — | MadMan feat. Geolier |
| 2019 | Nisciun’ Libertà                      | IT24 Platin · (10 Wo.)IT | — | Verkäufe: + 70.000; Rocco Hunt feat. Geolier |
| 2019 | Life Style Mattoni                    | IT54 (1 Wo.)IT | — | Night Skinny feat. Vale Lambo, Lele Blade, Coco & Geolier                                                                                                |
| 2020 | Friend J                              | IT32 Gold · (3 Wo.)IT | — | Verkäufe: + 50.000; Lazza feat. Shiva & Geolier |
| 2020 | Buongiorno Bunogiorno                 | IT44 Gold · (4 Wo.)IT | — | Verkäufe: + 50.000; Gigi D’Alessio feat. Vale Lambo, MV Killa, LDA, Coco, Franco Ricciardi, Lele Blade, Enzo D.O.N.G., Clementino, Geolier & Samurai Jay |
| 2020 | Comme si femmena Bunogiorno           | IT59 (1 Wo.)IT | — | Gigi D’Alessio feat. Geolier |
| 2020 | Comme si fragile Bunogiorno           | IT70 (1 Wo.)IT | — | Gigi D’Alessio feat. Geolier |
| 2020 | Alright QVC9                          | IT13 (2 Wo.)IT | — | Gemitaiz feat. Emis Killa & Geolier |
| 2021 | No cap 17 (Dark Edition)              | IT13 Platin · (9 Wo.)IT | — | Verkäufe: + 70.000; Emis Killa & Jake La Furia feat. Geolier                                                                                             |
| 2021 | Chello che vuò Ambizione              | IT92 (2 Wo.)IT | — | Lele Blade feat. Geolier |
| 2021 | Blitz! Guesus                         | IT4 Platin · (7 Wo.)IT | — | Verkäufe: + 100.000; Guè feat. Geolier |
| 2022 | Creatur X2                            | IT10 (3 Wo.)IT | — | Sick Luke feat. Ernia & Geolier |
| 2022 | Foot Locker Virus                     | IT22 (2 Wo.)IT | — | Noyz Narcos feat. Geolier |
| 2022 | 18 Anni We the Squad Vol. 1           | IT82 (1 Wo.)IT | — | SLF feat. MV Killa, Geolier & Fabri Fibra |
| 2022 | Cadillac We the Squad Vol. 1          | IT92 ×2Doppelplatin · (1 Wo.)IT | — | Verkäufe: + 200.000; SLF feat. MV Killa, Geolier & Tony Effe                                                                                             |
| 2022 | Comandamento Salvatore                | IT13 Gold · (4 Wo.)IT | — | Verkäufe: + 50.000; Paky feat. Geolier |
| 2022 | Over Dove volano le aquile            | IT30 (1 Wo.)IT | — | Luchè feat. Geolier |
| 2022 | Nessuno Sirio                         | IT16 ×2Doppelplatin · (19 Wo.)IT | — | Verkäufe: + 200.000; Lazza feat. Geolier |
| 2022 | Giorni Contati Botox                  | IT5 Platin · (10 Wo.)IT | — | Verkäufe: + 100.000; Night Skinny feat. Noyz Narcos, Paky, Geolier & Shiva                                                                               |
| 2022 | BTX Posse Botox                       | IT16 Gold · (6 Wo.)IT | — | Verkäufe: + 50.000; Night Skinny feat. Coez, Ernia, Fabri Fibra, Geolier, Guè, Lazza, L’immortale, MamboLosco, Paky & Tony Effe                          |
| 2022 | Fake Botox                            | IT17 Gold · (3 Wo.)IT | — | Verkäufe: + 50.000; Night Skinny feat. Geolier & Luchè                                                                                                   |
| 2022 | Dedication Botox                      | IT41 (2 Wo.)IT | — | Night Skinny feat. Anice & Geolier |
| 2022 | Acqua tonica Io non ho paura          | IT4 ×2Doppelplatin · (22 Wo.)IT | — | Verkäufe: + 200.000; Ernia feat. Geolier |
| 2022 | Un altro Show Milano Demons           | IT31 ×2Doppelplatin · (26 Wo.)IT | — | Verkäufe: + 200.000; Shiva feat. Geolier |
| 2023 | Fantasmi Radio Gotham                 | IT41 ×2Doppelplatin · (55 Wo.)IT | — | Verkäufe: + 200.000; Rose Villain feat. Geolier |
| 2023 | Mancanze Affettive La Divina Commedia | IT5 Platin · (8 Wo.)IT | — | Verkäufe: + 100.000; Tedua feat. Geolier |
| 2023 | Elicotteri Santana Season             | IT31 Gold · (3 Wo.)IT | — | Verkäufe: + 50.000; Shiva feat. Geolier |
| 2023 | Désolé 10                             | IT29 Gold · (3 Wo.)IT | — | Verkäufe: + 50.000; Drillionaire feat. Rhove & Geolier                                                                                                   |
| 2023 | Kiss You (F**k You) Hotel Montana     | IT34 Platin · (29 Wo.)IT | — | Verkäufe: + 100.000; Yung Snapp feat. Geolier |
| 2023 | Calcolatrici X2VR                     | IT4 ×2Doppelplatin · (36 Wo.)IT | — | Charteinstieg: 17. November 2023 Verkäufe: + 200.000; Sfera Ebbasta feat. Baby Gang, Geolier & Simba La Rue                                              |
| 2023 | Tanti soldi Pizza Kebab Vol. 1        | IT93 (1 Wo.)IT | — | Ghali feat. Geolier |
| 2024 | Terr1 I nomi del diavolo              | IT27 (2 Wo.)IT | — | Kid Yugi feat. Geolier |
| 2024 | Personale Nei letti degli altri       | IT35 Platin · (12 Wo.)IT | — | Mahmood feat. Geolier Verkäufe: + 100.000 |
| 2024 | Pillole Icon                          | IT7 Platin · (12 Wo.)IT | — | Tony Effe feat. Sfera Ebbasta & Geolier Verkäufe: + 100.000                                                                                              |
| 2024 | Miez a via L’angelo del male          | IT21 (4 Wo.)IT | — | Baby Gang feat. Geolier |
| 2024 | Non mi vedi L’angelo del male         | IT36 (1 Wo.)IT | — | Baby Gang feat. Higashi, Fabri Fibra, Ernia, Rkomi & Geolier                                                                                             |
| 2024 | Senza tuccà Fra                       | IT67 Gold · (5 Wo.)IT | — | Gigi D’Alessio feat. Geolier Verkäufe: + 50.000 |
| 2024 | Perdere ’a capa Dinastia              | IT15 Gold · (10 Wo.)IT | — | Co’Sang feat. Geolier Verkäufe: + 50.000 |
| 2024 | Don’t Cry No More Milano Angels       | IT26 (2 Wo.)IT | — | Shiva feat. Geolier |
| 2024 | Solo dio sa Containers                | IT4 (6 Wo.)IT | — | Night Skinny feat. Tony Boy, Geolier, Shiva & Anice |
| 2024 | Rito breve Containers                 | IT20 (2 Wo.)IT | — | Night Skinny feat. Noyz Narcos, Simba La Rue & Geolier                                                                                                   |
| 2024 | Con i miei occhi Containers           | IT9 (… Wo.)IT | — | Lele Blade feat. Geolier |
| 2024 | Video Hot Mai più forse               | IT24 (10 Wo.)IT | — | Coco feat. Geolier |
| 2024 | Heets Con i miei occhi                | IT4 Gold · (13 Wo.)IT | — | Lele Blade feat. Geolier Verkäufe: + 50.000 |
| 2025 | Movie Tropico del capricorno          | IT18 (4 Wo.)IT | — | Guè feat. Geolier |
| 2025 | Ancora Radio Vega                     | IT29 (7 Wo.)IT | — | Rose Villain feat. Geolier |
| 2025 | Ginevra Il mio lato peggiore          | IT1 (… Wo.)IT | — | Luchè feat. Geolier |

Weitere Gastbeiträge
- 2020: Motel (Peppe Soks feat. Geolier, IT: Gold, Verkäufe: + 35.000)

## Auszeichnungen für Musikverkäufe
| Goldene Schallplatte - Italien - 2024: für das Lied Emanuele |

Anmerkung: Auszeichnungen in Ländern aus den Charttabellen bzw. Chartboxen sind in ebendiesen zu finden.
| Land/RegionAuszeichnungen für Musikverkäufe (Land/Region, Auszeichnungen, Verkäufe, Quellen) | Gold       | Platin       | Verkäufe   | Quellen |
| -------------------------------------------------------------------------------------------- | ---------- | ------------ | ---------- | ------- |
| Italien (FIMI)                                                                               | 38× Gold38 | 91× Platin91 | 10.030.000 | fimi.it |
| Insgesamt                                                                                    | 38× Gold38 | 91× Platin91 |            |         |